# Гита (Болгария)
Гита (болг. Гита) — село в Болгарии. Находится в Старозагорской области, входит в общину Чирпан. Население составляет 714 человек.

## Политическая ситуация
В местном кметстве Гита, в состав которого входит Гита, должность кмета (старосты) исполняет Танё Танев Танев (Болгарская социалистическая партия (БСП)) по результатам выборов.
Кмет (мэр) общины Чирпан — Васил Георгиев Донев (коалиция: Политическое движение социал-демократов (ПДСД) и Объединённый блок труда (ОБТ)) по результатам выборов в правление общины.